# Alchemilla straminea
Alchemilla straminea är en rosväxtart som beskrevs av Robert Buser. Alchemilla straminea ingår i släktet daggkåpor, och familjen rosväxter. Inga underarter finns listade i Catalogue of Life.